# Carrier Classic

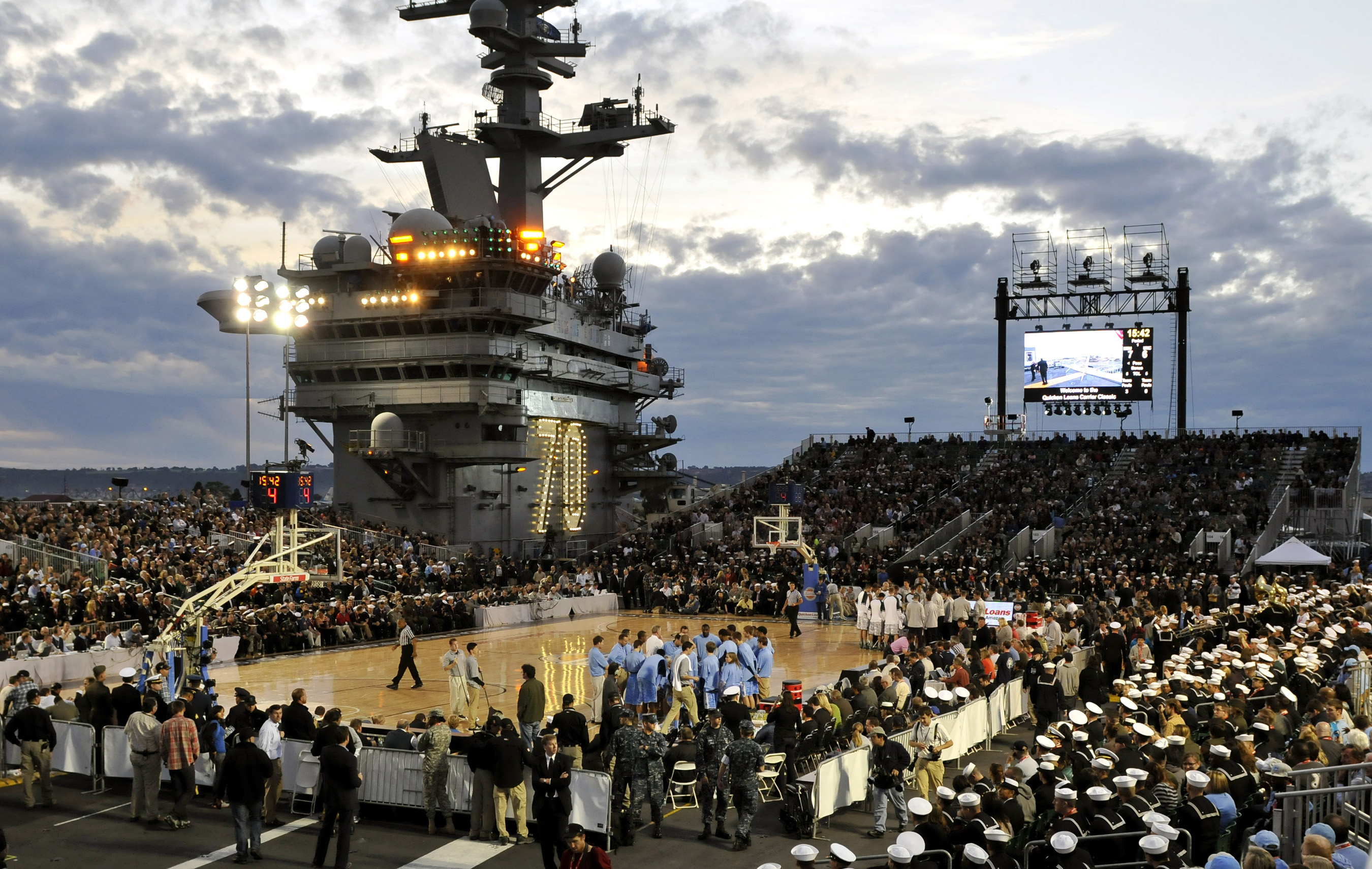
Сбор команд на игровой площадке (2011)

Carrier Classic (от английского слова carrier — авианосец) — баскетбольный матч между командами американских университетов, который проходит на борту одного из авианосцев ВМС США. Первый такой матч прошёл 11 ноября 2011 года, в День ветеранов, на борту авианосца USS Carl Vinson в гавани Сан-Диего. В нём встретились команды Университета Северной Каролины и Университета штата Мичиган. В числе 8111 зрителей был и президент США Барак Обама с супругой, большую часть зрителей составили военные моряки. Игровая площадка и зрительские трибуны были временно оборудованы прямо на полётной палубе. Спонсором матча выступила детройтская финансовая компания Quicken Loans. В ноябре 2012 года на авианосцах USS Yorktown и USS Midway прошло ещё две игры студенческих команд. В первой встречались женские команды Университета Нотр-Дам и Университета штата Огайо. Во второй играли мужские команды Сиракузского университета и Университета штата в Сан-Диего. В последующие годы от проведения новых матчей в рамках Carrier Classic организаторы отказались.

## Игры Carrier Classic
| Дата           | Авианосец       | Место проведения | Победитель                     | Проигравший                       | Счёт  | Зрители |
| 11 ноября 2011 | USS Carl Vinson | Сан-Диего        | Университет Северной Каролины  | Университет штата Мичиган         | 67-55 | 8111    |
| 9 ноября 2012  | USS Yorktown    | Чарлстон         | Университет Нотр-Дам (женщины) | Университет штата Огайо (женщины) | 57—51 |         |
| 11 ноября 2012 | USS Midway      | Сан-Диего        | Сиракузский университет        | Университет штата в Сан-Диего     | 62—49 | 5119    |

### Игра 2011 года
Для команд Университета Северной Каролины и Университета штата Мичиган игра на борту авианосца стала первой игрой регулярного сезона студенческого чемпионата. Уже в конце первой четверти Северная Каролина уверенно лидировала и до конца игры не упустила преимущество, одержав победу со счётом 67-55. Ключевыми игроками команды стали Харрисон Барнс, набравший 17 очков, и Джон Хенсон, к 12 очкам добавивший 9 блок-шотов. В составе мичиганской команды лучшим был Дрэймонд Грин, набравший 13 очков и сделавший 18 подборов.